# Kost Levyckyj
Kost Levyckyj, cyrilicí Кость Левицький, též Kostjantyn Levyckyj, Костянтин Левицький (17. nebo 18. listopadu 1859 Tysmenycja – 12. listopadu 1941 Lvov), byl rakouský právník a politik ukrajinské (rusínské) národnosti z Haliče, na počátku 20. století poslanec Říšské rady, po válce předseda vlády Západoukrajinské lidové republiky.

## Biografie
V době nástupu do parlamentu je uváděn jako advokát ve Lvově. Pocházel z rodiny řeckokatolického duchovního. Vystudoval Vídeňskou univerzitu a Lvovskou univerzitu. V roce 1884 získal titul doktora práv. Od roku 1890 měl ve Lvově vlastní advokátní kancelář.
Byl členem vědecké Ševčenkovy společnosti, ředitel rusínského zemského svazu spořitelen. Byl členem ústředního výboru spolku Prosvita. Patřil mezi spoluzakladatele prvního ukrajinského právnického periodika Časopis pravnyca a v letech 1899–1900 byl členem jeho redakce.
V roce 1899 spoluzakládal Ukrajinskou národně demokratickou stranu a v letech 1902–1911 byl jejím předsedou. V roce 1908 byl zvolen na Haličský zemský sněm, kde předsedal ukrajinskému poslaneckému klubu.
Působil také coby poslanec Říšské rady (celostátního parlamentu Předlitavska), kam usedl ve volbách do Říšské rady roku 1907, konaných poprvé podle všeobecného a rovného volebního práva. Byl zvolen za obvod Halič 66. Mandát obhájil ve volbách do Říšské rady roku 1911.
V době svého působení na Říšské radě je uváděn coby zástupce Ukrajinské národně demokratické strany. Po volbách roku 1907 byl uváděn coby člen poslaneckého Rusínského klubu. Po volbách roku 1911 zasedal v klubu Ukrajinské parlamentní zastoupení. Na Říšské radě předsedal parlamentnímu ukrajinskému klubu.
Za první světové války byl předsedou Ukrajinské národní rady ve Vídni. Po válce, v době krátké existence Západoukrajinské lidové republiky, se stal předsedou vlády tohoto státního útvaru (oficiálně předseda státního sekretariátu). Ve funkci setrval do počátku roku 1919. Po obsazení území Západoukrajinské lidové republiky Polskem působil v exilové ukrajinské vládě ve Vídni. Počátkem 20. let předsedal ukrajinské delegaci na mírových jednáních v Rize a Ženevě. Roku 1924 se vrátil do Lvova. Byl činný v ukrajinských organizacích. Přispíval do ukrajinských periodik. Předsedal svazu ukrajinských právníků. V roce 1939 ho sovětská okupační armáda zajala a byl po 20 měsíců vězněn v Moskvě. Později se mohl vrátit do Lvova. V červenci 1941 tam založil Ukrajinskou národní radu, která se snažila využít prvotního rozkladu sovětské nadvlády nad historickou Haličí k obnovení ukrajinských národnostních cílů.